# Brug 440
Brug 440 is een vaste brug in Amsterdam-Noord.
Ze is gelegen in het verlengde van de Plejadenweg. Ze vormt alleen voor voetgangers de verbinding van Tuindorp Oostzaan met een groenstrook/plantsoen ook wel Oostertocht Park genaamd, langs de Cornelis Douwesweg. Een eerste brug kwam hier al voor of tijdens de bouw van de woningblokken met de laagste nummering, die woningen werden namelijk opgeleverd met een berging voor fietsen etc. Al in 1930 maakte de gemeente Amsterdam geld vrij voor de aanleg van een viertal houten bruggen over de Wester- en Oostertocht. Op een kaart uit 1935 is dan ook al een brug ingetekend. Op een luchtfoto uit 1937 is de brug te zien, de laaggenummerde genoemde woningen staan er dan nog niet. In 1959 volgde een houten noodbrug, die een jaar later getroffen werd door de overstroming in de wijk na de dijkdoorbraak van Zijkanaal H.
Deze brug en ook andere bruggen over de Oostertocht (brug 889, brug 890, brug 891 en brug 892) zijn rond 1970 vervangen door betonnen exemplaren. Deze bruggen zijn ontworpen door Sier van Rhijn voor de Dienst der Publieke Werken.. Van Rhijn ontwierp toen een reeks bruggen in Amsterdam-Noord. Deze genoemde vijf kregen alle hetzelfde uiterlijk; een betonnen overspanning, T-vormige betonnen borstweringen, betonnen landhoofden en een metalen balustrade. Die betonnen borstweringen werden veelvuldig gebruikt voor graffiti. 
<<< · 400 · 401 · 402 · 403 · 404 · 405 · 406 · 407 · 408 · 409 · 410 · 411 · 413 · 414 · 415 · 416 · 417 · 418 · 419 · 420 · 421 · 422 · 423 · 424 · 425 · 427 · 429 · 430 · 431 · 432 · 433 · 434 · 435 · 436 · 437 · 438 · 439 · 440 · 441 · 442 · 443 · 444 · 445 · 446 · 447 · 448 · 449 · 450 · 451 · 452 · 453 · 454 · 455 · 456 · 457 · 458 · 459 · 460 · 461 · 462 · 463 · 464 · 465 · 466 · 469 · 470 · 471 · 472 · 473 · 474 · 475 · 476 · 478 · 479 · 480 · 482 · 483 · 485 · 486 · 487 · 488 · 489 · 490 · 491 · 492 · 493 · 494 · 495 · 496 · 497 · 499 · >>>
Brugnummers 412, 426, 428, 467, 468, 477, 481, 484 en 498 zijn niet (meer) vergeven.